# 알토비오비오
알토비오비오(스페인어: Alto Biobío)는 칠레 비오비오주 비오비오현의 코무나이다.